# Persha Studia
Persha Studia — украинская компания по разработке компьютерных игр. Выпустила World of Warplanes (в 2013 году) и World of Tanks Generals (в 2015 году) совместно с Wargaming.net.

## История
Persha Studia была основана в 2000 году. Со дня основания студия занималась игровым аутсорсингом. Среди клиентов компании были Electronic Arts, Activision, Cryptic Studios, Triumph Studios, Sony Online Entertainment, Microsoft и Disney
В конце 2010 года Persha Studia получила небольшой заказ от Wargaming.net. И начала работу над созданием 3D-моделей линейки французских танков для World of Tanks. После завершения заказа, Wargaming.net заключили соглашение о стратегическом партнерстве. Детали этого соглашения не разглашают «по ряду причин, главная из которых, то, что суть от того, что скрывается за этим словосочетанием не меняется. Persha Studia стала украинской студией разработки компании Wargaming, которая является эксклюзивным стратегическим партнером и издателем всех проектов, которые мы выпускаем. Финансово-юридические условия мы не комментируем.» — генеральный менеджер компании Олег Готынян.
Весной 2011 года разработчики студии создали демонстрационную версию игры на движке World of Tanks, действие в которой происходило в воздухе, который и стал впоследствии игрой World of Warplanes. Работа над проектом заняла 2.5 года, а команда разработки на момент релиза насчитывала более 170 человек. Игра посвящена золотой эпохе военной авиации и дополняет World of Tanks в рамках вселенной Wargaming.net. За время тестирования к игре о боевых самолётах присоединилось более 4.5 миллиона игроков.
По состоянию на февраль 2016 года, Persha Studia являлась украинским представительством Wargaming.net, в офисе которой трудилось более 550 сотрудников.

## Разработанные игры Persha Studia
| Год  | Название                | Платформы              |
| ---- | ----------------------- | ---------------------- |
| 2013 | World of Warplanes      | PC, Playkey            |
| 2015 | World of Tanks Generals | PC, Android, iOS, OS X |